# ФК Лисовић
ФК Лисовић је српски фудбалски клуб из Лисовића, насеља у општини Барајево. Клуб је основан 1977. године, а тренутно се такмичи у  
Првoj Београдскoj лиги група Б. Боје клуба су жута и плава.

## Историја клуба
Фудбал се у Лисовићу игра од давне 1936. године. 2008. године, као најбоље пласирани клуб Београдске зоне, Лисовић је обезбедио такмичење у Српској лиги Београд и тиме остварио највећи успех у својој историји. Ту је Лисовић играо једну сезону, али су лета 2009. испали из такмичења где је њихово место заузео ФК Ресник.